# Дхаалу
Атолл Дхаалу (мальд. ނިލަންދެއަތޮޅު ދެކުނުބުރި), или  атолл Южный Ниландхе, — административная единица Мальдивских островов. Она соответствует природному атоллу с таким же названием. Административный центр атолла Дхаалу располагается на острове Кудахувадхоо.

## Административное деление
Хаа Алифу, Хаа Даалу, Шавийани, Ноону, Раа, Баа, Каафу, и т. д. являются буквенными обозначениями, присвоенными современным административным единицам Мальдивских островов. Они не являются собственными названиями атоллов, которые входят в состав этих административных единиц. Некоторые атоллы разделены между двумя административными единицами, в другие административные единицы входят два или более атоллов. Порядок буквенных обозначений идет с севера на юг по буквам алфавита тана, который используется в языке дивехи. Эти обозначения неточны с географической и культурной точки зрения, однако популярны среди туристов и иностранцев, прибывающих на Мальдивы. Они находят их более простыми и запоминающимися по сравнению с настоящими названиями атоллов на языке дивехи (кроме пары исключений, как, например, атолл Ари).

## Обитаемые острова
В состав атолла Дхаалу входят 7 островов, имеющих постоянное местное население: Бандидхоо, Хулхудхели, Кудахувадхоо, Мааенбоодхоо, Меедхоо, Ринбудхоо и Ваанее.

## История
На некоторых островах атолла остались руины от буддистского периода, но все они до сих пор остаются нераскопанными и плохо изученными. Таинственные курганы, известные как «хавитты», располагаются на острове Кудахувадхоо. Старая мечеть на Кудахувадхоо обладает уникальной каменной кладкой.
Атолл был открыт для развития туризма в 1998 году, став популярным местом для дайвинга. 
Остров Гемендхоо был заброшен после цунами 2005 года, разрушившего постройки на острове.